# هو يو
هو يو (بالإنجليزية: Qu You)‏ (1341، هانغتشو في الصين - 1427)؛ شاعر، كاتب وروائي .